# جنگ استقلال تگزاس
در پی اعلام استقلال استان تجاس از مکزیک نبردی مسلحانه میان جمهوری تگزاس و مکزیک درگرفت که به انقلاب تگزاس یا جنگ استقلال تگزاس شهرت یافت.